# Millionen (Film)
Millionen ist ein deutscher Spielfilm aus dem Jahr 2013. Regie führte Fabian Möhrke, der auch das Drehbuch schrieb.

## Handlung
Der Angestellte Torsten gewinnt 22 Millionen Euro im Lotto. Er ist zunächst unsicher, ob der das Geld annehmen soll, weil er nicht weiß, was er damit anfangen soll, nimmt es dann aber doch. Seine Frau Susanne möchte einen Laden für Kindermode in Berlin eröffnen. Weil Torsten die Idee nicht gut findet, streiten die beiden und leben sich auseinander. In der Firma wird Torsten jegliche Verantwortung weggenommen, da sein Chef befürchtet, dass er einfach aufhören könnte zu arbeiten. Daraufhin kauft er ein Haus an der Ostsee, in dem er fortan lebt. Als an seinem Geburtstag seine Freunde Carsten und Doreen, denen er eine Million vom Gewinn geschenkt hat, erzählen, dass sie sich von dem Geld ein Haus in Frankreich kaufen und auswandern werden, verlässt Torsten enttäuscht die Feier. Seine Welt ist zerbrochen.

## Hintergrund
Fabian Möhrkes Spielfilmdebüt entstand im Rahmen der Reihe Shooting Stars der ZDF-Redaktion Das kleine Fernsehspiel. Die Uraufführung war am 24. Oktober 2013 im Rahmen der Internationalen Hofer Filmtage. Im Fernsehen wurde Millionen erstmals am 1. September 2014 gezeigt.

## Rezeption
„Diese Geschichte von Herausforderung und Überforderung erzählt Möhrke in sparsamen Bildern und lebensnahen Dialogen. Das Unaufgeregte des Films geht aber manchmal auf Kosten der Spannung“

„‚Millionen‘ ist eine ruhig erzählte, sehr genau und zutreffend beobachtete Studie. Fabian Möhrke beschreibt eine Ausnahmesituation, die indes gültige Rückschlüsse zulässt auf das, was das Leben in dem ausgewählten Milieu ausmacht.“

„Der mit einem ausgeprägten Gefühl für alltagsnahe Dialoge erzählte Debütfilm beschreibt die Erosion eines kleinbürgerlichen Lebenszusammenhangs, wobei das spannende, fein ausbalancierte Drama dem Stoff ebenso existenzielle Tiefe wie auch heitere Momente abgewinnt. Eine tragikomische Lektion über die Falltüren des Glücks sowie die Untiefen wunschlosen Unglücks.“

## Auszeichnungen
Beim Filmfestival Achtung Berlin – New Berlin Film Award 2014 wurde Millionen als Bester Spielfilm ausgezeichnet.